# CERN Open Hardware Licence
CERN Open Hardware Licence (kurz OHL) ist eine Lizenz für die Bereitstellung freier Hardware, die vom Kernforschungszentrum CERN im März 2011 freigegeben wurde. Sie ähnelt der GNU General Public License und kann von jedem interessierten Nutzer für eigene Projekte kostenlos eingesetzt werden. Im Juli 2011 wurde eine überarbeitete Fassung mit der Versionsnummer 1.1. im Open Hardware Repository veröffentlicht, die vollständig kompatibel zum Vorgänger ist und kleinere Änderungen und Verbesserungen beinhaltet.
Im September 2013 wurde die Version 1.2. veröffentlicht.

## Nutzung der Lizenz
Folgende, auch kommerzielle, Hardwareprojekte nutzen die CERN OHL:
- Open hardware repository: Projektübersicht (abgerufen am 5. März 2013)
- simplemachines.it: MIZAR32 Hardware (abgerufen am 5. März 2013)
- Tinkerforge: Bricks and Bricklets